# Saul Zaks
Saul Zaks (* 19. Februar 1961 in Buenos Aires) ist ein argentinischer Dirigent und Musikpädagoge.
Zaks legte 1995 am Det Jyske Musikkonservatorium das Diplomexamen in den Fächern Musiktheorie, Musikgeschichte und Dirigieren ab. Er studierte dann alte Musik in Oxford bei Andrew Parrott und setzte seine Ausbildung als Dirigent bei Jorma Panula in Helsinki und Jin Wang in Göteborg und 1997–98 an der Jerusalem Academy of Music and Dance bei Mendi Rodán fort.
Von 1996 bis 1997 unterrichtete Zaks am Det Jyske Musikkonservatorium und dem Musikwissenschaftlichen Institut der Universität Kopenhagen. Danach wirkte er bis 2001 als Lehrer und Dirigent an der Jerusalem Academy of Music and Dance und der Israel Arts and Science Academy. 2002 kehrte er nach Dänemark zurück, wo er neben seiner Lehrtätigkeit für das Erziehungsministerium arbeitete und das Syddansk Universitets Symfoniorkester gründete. 2006–07 übernahm er eine Gastprofessur für Chorleitung an der Universidad de Buenos Aires.
Als Dirigent leitete Zaks neben mehreren Chören (u. a. in Jerusalem) u. a. das Jerusalem Kaprizma Ensemble for Contemporary Music, das Haifa Symphony Orchestra, das Ensemble für zeitgenössische Musik der Jerusalem Academy of Music, das Israel Science and Arts Academy Symphony Orchestra sowie die L´Académie Européene de Chant Choral und das Orchestre de Chambre National de Toulouse. Er gründete das Amarodolce Chamber Orchestra (1994), das Jerusalem Instrumental Ensemble (1998) und das ARoS Camerata & Vocal Ensemble (2001) und wirkte als Gastdirigent des dänischen Rundfunkchores.
Zaks arbeitete u. a. mit dem Komponisten Ariel Ramírez und der Sängerin Mercedes Sosa zusammen. Beim Label Dacapo wirkte er als Chordirigent an den Aufnahmen von Asger Hamericks Requiem (2002) und Chorsinfonie (2005) (beide unter Leitung von Thomas Dausgaard) mit.